# Brigada Guivati
La Brigada Guivati (hebreo: el חטיבת גבעתי) es una de las brigadas de infantería de las Fuerzas de Defensa de Israel. Fue creada en diciembre de 1948 y colocada bajo comando de Shimón Avidán. Su papel inicial era capturar las áreas de Hulikat, Kawkaba y la ensambladura Guivati durante la guerra árabe-israelí de 1948 (de ahí derivó su nombre). Posteriormente la brigada fue disuelta, pero restablecida en 1983. Desde 1999 sirve bajo el Comando Meridional (Pikud Darom). 
Las boinas púrpuras señalan a los soldados de esta brigada y su símbolo es el zorro (en referencia a los zorros del personaje bíblico Sansón). La brigada Guivati esta organizada en cuatro batallones principales: Shaked, Tzabar, Rotem, Shualey Shimshon (Sayeret Guivati), una unidad de reconocimiento militar, la ingeniería militar, Yajsam (Logistíca Operativa Táctica), una unidad de Asistencia Operacional Logistica y otras unidades.